# Serge Mimpo
Serge Mimpo, właśc. Serge Mimpo-Tsintsémé (ur. 6 lutego 1974 w Ndom) – kameruński piłkarz występujący na pozycji pomocnika.

## Życiorys
Od sezonu 1996/1997 Mimpo był zawodnikiem greckiego klubu, Panachaiki GE. Grał w tym klubie między innymi ze swoim rodakiem i kolegą z reprezentacji Kamerunu, Joëlem Epalle. W przerwie zimowej sezonu 2000/2001 zmienił drużynę na Ethnikos Asteras, gdzie w pierwszym sezonie gry rozegrał tam jedynie 3 spotkania. W 2003 roku przeniósł się do Francji, by reprezentować tamtejszy FC Paris. W sezonie 2005/2006 rozegrał w tym klubie 31 spotkań i strzelił 1 bramkę.
W 2000 roku grał na Igrzyskach Olimpijskich w Sydney, kiedy to „Nieposkromione Lwy” pokonały Hiszpanię 5:3 w karnych, 2:2 w regulaminowym czasie. Warto dodać, że piłkarze z Afryki przegrywali 2:0 i musieli odrabiać straty, co im się udało. Decydującą jedenastkę o pierwszym złotym medalu dla swojego kraju na bramkę zamienił Pierre Womé. Tym samym został bohaterem meczu. Hiszpanie zajęli drugie miejsce, a trzecie przypadło zespołowi z Chile.